# 곡성군의 향토문화유산
곡성군의 향토문화유산은 「문화재보호법」또는「전라남도 문화재 보호조례」에 따라 지정되지 아니한 것으로서 향토의 역사적·예술적·학술적 가치가 있는 것과 이에 준하는 고고학적 가치를 가진 자료 등을 말하며, 그 유형은 다음과 같다.
1. 향토유형문화유산 : 건조물, 전적, 서적, 회화, 조각, 고고학자료, 성곽, 명승지, 동·식물자생지, 민속자료 등 유형의 문화적 소산으로서 향토문화 보존에 필요한 것
2. 향토무형문화유산 : 연극, 음악, 무용, 공예기술, 의식, 음식제조 등 무형의 문화적 소산으로서 향토문화 보존에 필요한 것

## 참고 문헌
- 곡성군 홈페이지 - 고시/공고